# 洪堡研究奖
洪堡研究奖（英語：Humboldt Research Award）是一个由德国洪堡基金会颁发的国际性科学技术奖项。以德国科学家亚历山大·冯·洪堡名字命名。

## 历史
1972年在德国建立，旨在奖励对其学科产生重大影响的基础发现、新理论或新见解，并有望在未来继续产生前沿学术成果的学者。获奖领域包括数学、物理学、化学、生物学、经济学、语言学、工程学、医学、哲学、人文学科等。
该奖金目前60,000欧元，曾获奖者可以重複提名及獲獎。提名必须由德国知名学者提交，每年最多有100位获奖者，截至2023年，已颁发了2,000多个奖项。